# 河合英忠
河合 英忠（かわい ひでただ、1875年（明治8年）10月17日‐1921年（大正10年）9月17日）は明治時代から大正時代にかけての浮世絵師、日本画家。

## 来歴
右田年英及び小堀鞆音の門人。本名は六之助。東京の生まれ。まず右田年英に師事して浮世絵を学んだ後、小堀鞆音について歴史画を習得している。その後、朝日新聞社に入って挿絵を描いたほか、1901年（明治34年）、同門の鰭崎英朋や鏑木清方らとともに烏合会を結成、その主要会員として後年は主に日本画家として活躍、風俗画、人物画、能画を得意としていた。1913年（大正2年）の文展に出品した「火車」が初入選すると、その後、文展や帝展において入選を繰り返した。代表作としては「夢」 、「鐘の由来」などが挙げられる。享年46。

## 作品
- 「仕合者」 口絵 田口掬汀作 明治42年 春陽堂
- 「文楽」 『演芸倶楽部』 大正2年 博文館